# Little Miss Broadway
 Little Miss Broadway  (br.:Miss Broadway) é uma comédia musical estadunidense de 1938 dirigida por Irving Cummings para 20th Century Fox. No elenco, vários artistas veteranos do vaudeville americano.

## Elenco
- Shirley Temple...Betsy Brown, uma órfã
- Edward Ellis...Pop Shea, amigo dos pais de Betsy
- Edna May Oliver...Sarah Wendling
- Donald Meek...Willoughby Wendling, irmão de Sarah
- George Murphy...Roger, sobrinho de Sarah
- Phyllis Brooks...Barbara, filha de Pop
- Jimmy Durante...Jimmy Clayton, bandleader
- Jane Darwell...Madame Hutchins
- Patricia Wilder...Flossie
- George Barbier...Fiske
- Barbra Bell Cross...Carol, uma órfã
- El Brendel...Ole, amestrador de animais (ele usa em seus números um pinguim vestido com fraque e cartola)
- Claude Gillingwater...Juiz (creditado como Claude Gillingwater Sr.)
- George Brasno...George, anão
- Olive Brasno...Ela mesmo, também anã e companheira de George (irmã na vida real)

## Sinopse
A pequena Betsy Brown deixa o orfanato quando é adotada por um amigo de seus pais, Pop Shea, bondoso gerente de um hotel que hospeda artistas pobres. A senhoria dele, a rica e esnobe Madame Sarah Wendling, mora numa grande casa ao lado e não gosta do barulho que fazem os artistas quando ensaiam. Quando Pop atrasa o aluguel, ela tenta despejá-los. Os artistas tentam ajudar arrecadando o dinheiro e Betsy também vai até a casa da senhoria levando suas economias para pagar parte da dívida. Na visita ela conhece o jovem Roger, sobrinho de Sarah, que se encanta com a menina. Ele a leva de volta para o hotel e se enamora de Barbara, filha de Pop. Sarah fica furiosa quando o sobrinho tenta ajudar Pop e os artistas e quer demolir o hotel. O assunto só será resolvido nos tribunais, quando Betsy ajudará a organizar uma grande número musical para apresentar ao juiz. 

## Canções
Seis canções foram escritas por Harold Spina com música de Walter Bullock. Todas são interpretadas por Shirley Temple:
- "Little Miss Broadway"
- "Be Optimistic"
- "How Can I Thank You?"
- "We Should Be Together"
- "If All the World Were Paper"
- "Swing Me an Old Fashioned Song"

Dentre outros números musicais que aparecem no filme está When You Were Sweet Sixteen.